# Décio Pignatari
Décio Pignatari (* 20. August 1927 in Jundiaí; † 2. Dezember 2012 in São Paulo) war ein brasilianischer Lyriker, Essayist und Übersetzer.

## Leben
Pignatari schloss 1954 sein Studium der Rechtswissenschaft an der Faculdade de Direito der Universität von São Paulo ab. In denselben Jahren begann er, Konkrete Poesie zu schaffen und begründete mit Augusto und Haroldo de Campos den brasilianischen Konkretismus, bekannt geworden durch die Gruppe Noigandres.
Als Kommunikationswissenschaftler und Semiotiker übersetzte Pignatari Werke von Marshall McLuhan und veröffentlichte den Artikel Informação, Linguagem e Comunicação (1968). Seine Gedichte sind in Buchform unter dem Titel Poesia Pois é Poesia (1977) veröffentlicht. Pignatari veröffentlichte zudem Übersetzungen von Dante Alighieri, Goethe und Shakespeare, die er unter den Titeln Retrato do Amor quando Jovem (1990) und 231 poemas veröffentlichte. Er veröffentlichte auch den Erzählband O Rosto da Memória (1988) und den Roman Panteros (1992) sowie das Theaterstück Céu de Lona.